# He 114
A Heinkel He 114 a Kriegsmarine kétfedelű felderítő hidroplánja volt, az 1930-as évek csatahajóin szolgált. A Heinkel gyár He 60-át váltotta, de nem maradt sokáig szolgálatban, 1937-től a Kriegsmarine standard repülőgépe az Ar 196-os lett.

## Technikai adatok
- Hossz: 11,64 m
- Fesztávolság: 13,60 m
- Magasság: 5,15 m
- Legénység: 2 (pilóta, megfigyelő)

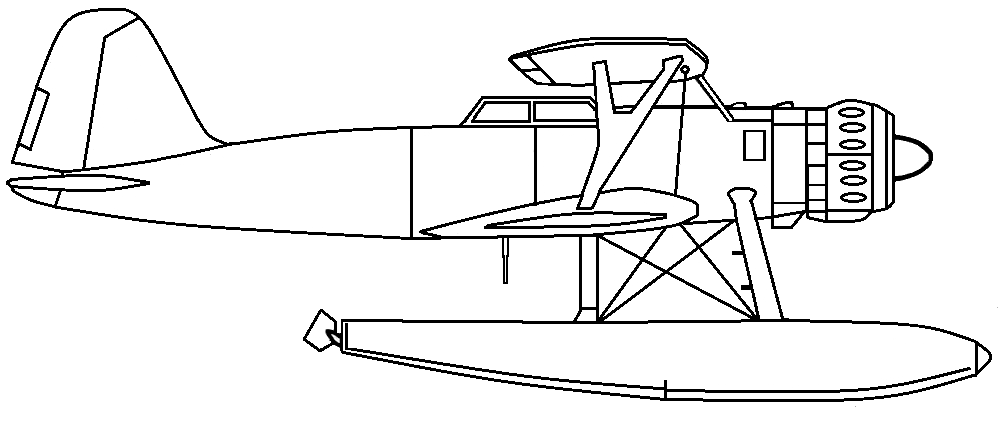
He 114

- Motor: BMW 132K típusú kilenchengeres, egysoros csillagmotor
- Maximális sebesség: 335 km/h
- Fegyverzet:
  - 1 db 7,92 mm-es MG 15 géppuska
  - 2×50 kg bomba teher
- Tömeg: 2315 kg (üresen); 3670 kg (harckészen)
- Csúcsmagasság: 4800 m
- Hatótávolság: 920 km

## Alkalmazók
Németország
- Luftwaffe (Wehrmacht)

 Románia
- Román Királyi Légierő

 Svédország
- Svéd Királyi Légierő